# Suchumi (distrikt)
Suchumi (georgiska: სოხუმის მუნიციპალიტეტი, Sochumis munitsipaliteti) är ett distrikt i Georgien. Det ligger i den autonoma republiken Abchazien i den nordvästra delen av landet, 400 km nordväst om huvudstaden Tbilisi. Administrativt centrum är staden Suchumi.